# .se
.se — в Інтернеті, національний домен верхнього рівня (ccTLD) для Швеції. Відповідальна організація, що підтримує функціонування домену — NIC-SE. Вона, однак, не займається реєстрацією нових доменів, цим займаються авторизовані компанії-реєстратори. Реєстратори отримують перший платіж при реєстрації нового домену. Наступні платежі отримує NIC-SE. Максимальний строк, на який може бути сплачена реєстрація — один рік.

## Домени 2-го та 3-го рівнів
В цьому національному домені нараховується близько 33,000,000 вебсторінок (станом на січень 2007 року).
У наш час використовуються та приймають реєстрації доменів 3-го рівня наступні доменні суфікси (відповідно, існують такі домени 2-го рівня):
| Суфікс   | Регламентовані користувачі                                            |
| .ac.se   | Наукові та дослідницькі установи, коледжі, університети або інститути |
| .asn.se  | Асоціації та неприбуткові організації                                 |
| .gb.se   | Державні та урядові установи                                          |
| .gob.se  | Державні та урядові установи                                          |
| .gov.se  | Державні та урядові установи                                          |
| .info.se | Вебмайданчики інформаційного змісту                                   |
| .mil.se  | Військові організації                                                 |
| .org.se  | Неприбуткові, неурядові організації                                   |
| .pp.se   | Родини, приватні особи                                                |
| .priv.se | Родини, приватні особи                                                |
| .pro.se  | Професійні організації                                                |